# Louis Brus
Louis Eugene Brus (Cleveland (Ohio), 10 augustus 1943) is een Amerikaans scheikundige en hoogleraar scheikunde aan de  Columbia-universiteit. Hij is mede-ontdekker van de "colloïdale halfgeleider nanokristallen", die bekend staan als kwantumstippen. In 2023 ontving hij hiervoor de Nobelprijs voor Scheikunde.

## Biografie
Als zoon van een verzekeringsdirecteur ontwikkelde Louis Brus tijdens zijn tijd aan de middelbare school in Roeland Park, Kansas, zijn interesse voor scheikunde en natuurkunde. In 1961 kon hij naar de Rice universiteit dankzij een studiebeurs van het Naval Reserve Officers Training Corps (NROTC), waarvoor hij als adelborst moest deelnemen aan NROTC-activiteiten op zee. Hij studeerde met een bachelorgraad af in 1965 en verhuisde voor zijn promotie naar Columbia-universiteit. Onder supervisie van Richard Bersohn werkte hij voor zijn proefschrift aan de fotodissociatie van natriumjodidedamp.
Na het behalen van zijn doctoraat in 1969 keerde Brus als luitenant terug naar de marine en diende als wetenschappelijk stafofficier in samenwerking met de Taiwanese chemicus Lin Ming-chang bij het United States Naval Research Laboratory in Washington DC. Op aanbeveling van Bersohn verliet Brus de marine definitief en trad in 1973 in dienst bij AT&T Bell Laboratories, waar hij het werk deed dat leidde tot de ontdekking van kwantumstippen. In 1996 verliet Brus Bell Labs en trad toe tot de faculteit scheikunde aan de Columbia-universiteit.

## Nanokristallen
Geheel onafhankelijk van de rus Ekimov ontdekte Brus dat een colloïdale suspensie van nanokristallen van de halfgeleider cadmiumsulfide (CdS) een exciton-absorptie vertonen die boven de verboden zone (band gap) van CdS lag. Hij begreep dat het hier om een excitatie van een elektrongat betrof die opgesloten zat in drie dimensies. Ofwel, een halfgeleidernanokristal waarin de laagst-energetische excitatie opgesloten is in drie richtingen.
1901: Van 't Hoff ·
1902: E. Fischer ·
1903: Arrhenius ·
1904: Ramsay ·
1905: Baeyer ·
1906: Moissan ·
1907: Buchner ·
1908: Rutherford ·
1909: Ostwald ·
1910: Wallach ·
1911: Curie ·
1912: Grignard, Sabatier ·
1913: Werner ·
1914: Richards ·
1915: Willstätter ·
1918: Haber ·
1920: Nernst ·
1921: Soddy ·
1922: Aston ·
1923: Pregl ·
1925: Zsigmondy ·
1926: Svedberg ·
1927: Wieland ·
1928: Windaus ·
1929: Harden, Euler-Chelpin ·
1930: H. Fischer · 
1931: Bosch, Bergius ·
1932: Langmuir ·
1934: Urey ·
1935: F. Joliot-Curie, I. Joliot-Curie ·
1936: Debye ·
1937: Haworth, Karrer ·
1938: Kuhn ·
1939: Butenandt, Ružička ·
1943: Hevesy · 
1944: Hahn ·
1945: Virtanen ·
1946: Sumner, Northrop, Stanley ·
1947: Robinson · 
1948: Tiselius · 
1949: Giauque ·
1950: Diels, Alder ·
1951: McMillan, Seaborg ·
1952: Martin, Synge ·
1953: Staudinger ·
1954: Pauling ·
1955: Vigneaud ·
1956: Hinshelwood, Semjonov ·
1957: Todd ·
1958: Sanger ·
1959: Heyrovský ·
1960: Libby ·
1961: Calvin ·
1962: Perutz, Kendrew ·
1963: Ziegler, Natta ·
1964: Hodgkin ·
1965: Woodward ·
1966: Mulliken ·
1967: Eigen, Norrish, Porter ·
1968: Onsager ·
1969: Barton, Hassel ·
1970: Leloir ·
1971: Herzberg ·
1972: Anfinsen, Moore, Stein · 
1973: E.O. Fischer, Wilkinson · 
1974: Flory ·
1975: Cornforth, Prelog ·
1976: Lipscomb ·
1977: Prigogine · 
1978: Mitchell ·
1979: Brown, Wittig ·
1980: Berg, Gilbert, Sanger ·
1981: Fukui, Hoffmann ·
1982: Klug ·
1983: Taube ·
1984: Merrifield ·
1985: Hauptman, Karle ·
1986: Herschbach, Lee, Polanyi ·
1987: Cram, Lehn, Pedersen ·
1988: Deisenhofer, Huber, Michel ·
1989: Altman, Cech ·
1990: Corey ·
1991: Ernst ·
1992: Marcus ·
1993: Mullis, Smith ·
1994: Olah ·
1995: Crutzen, Molina, Rowland ·
1996: Curl, Kroto, Smalley ·
1997: Boyer, Walker, Skou ·
1998: Kohn, Pople ·
1999: Zewail ·
2000: Heeger, MacDiarmid, Shirakawa ·
2001: Knowles, Noyori, Sharpless ·
2002: Fenn, Tanaka, Wüthrich ·
2003: Agre, MacKinnon ·
2004: Ciechanover, Hershko, Rose ·
2005: Grubbs, Schrock, Chauvin ·
2006: Kornberg ·
2007: Ertl ·
2008: Shimomura, Chalfie, Tsien ·
2009: Steitz, Yonath, Ramakrishnan ·
2010: Heck, Negishi, Suzuki ·
2011: Shechtman ·
2012: Kobilka, Lefkowitz ·
2013: Karplus, Levitt, Warshel ·
2014: Betzig, Hell, Moerner ·
2015: Lindahl, Modrich, Sancar ·
2016: Sauvage, Stoddart, Feringa ·
2017: Dubochet, Frank, Henderson · 
2018: Arnold, Winter, Smith ·   
2019: Goodenough, Whittingham, Yoshino ·
2020: Charpentier, Doudna ·
2021: List, MacMillan ·
2022: Bertozzi, Meldal, Sharpless ·
2023: Bawendi, Brus, Jekimov ·
2024: Baker, Hassabis, Jumper